# 接遇
接遇（せつぐう）とは、接客業務時における客に対する接客スキルのことをいう。

## 概要
接客業に従事する者は「お客様」に対し、適切な態度や言葉遣いで接するよう消費者と雇用者から求められる。それらが不適切であれば、苦情の元となったり利用客が逸走して、最終的に売上の減収という形で従業員の不利益にも繋がるからである。
一般に接客業務において、相手の立場や地位には一定の敬意を払って当たるものであるが、ファストフードやコンビニエンスストア等の大衆が利用する種類の業務では、あえて客の立場や地位で差を設けず、全ての人に均一なサービスを提供する接客態度を取る業態もある。
また企業側が客を選ぶ方針の経営もあり、たとえば企業が扱う分野の商品について知識がない者は客とみなさず説明も販売もしない、既存客の紹介者でない者へ商品の販売やサービスの提供をしない、客として礼儀がないと判断すれば取引はしない等の方針で経営している企業もある。

## クレームを招きやすい事例
クレームは客が商品やサービス内容に不満を抱いた時に発生するが、特に商品の品質に問題がなく、接客態度の問題で発生した場合は、対応した従業員の態度以前に、その従業員を雇用する側の教育に疑いの目を向ける事態に発展するケースもある。こうなるといくら商品品質が良くともその前段階で否定的に扱われるため、企業にとっては大きな損失となり得る。
以下によくある例を挙げる。
「です・ます」調が使えない
客が敬語で話しているのに、従業員が「…だよ」「…じゃないの」などという話し方（タメ口）をする場合である。とくに客と親しいわけでもない限り、適切な敬語を用いなければクレームの原因となり得る。
注意するときの言葉遣い
禁煙の場所でタバコを吸っている客に、いきなり「ここは禁煙だよ！」などと言った場合、注意自体は正当な行為でも、客側が不快感を抱き「その言葉遣いはなんだ！」と論点をすり替えて口論になり、トラブルがさらに大きくなる場合がある。
このような場合、まず「です・ます」調で話し、推奨されるのは「恐れ入りますが」と声を掛け、それから「喫煙はご遠慮願います」という方法である。
無作法・不潔感
しばしば不注意や当人の性格的な理由によっても発生し得るが、顧客に対し無遠慮に振舞ったり、当然のように場に求められる作法にそぐわない場合は問題視される。
例えば口臭は当人には気付き難いものであるが、顧客と対面して接客する業態では不適切である。また食品や料理を提供する業態で、給仕する者が不潔感を催させる行動（頭を手でボリボリ掻いたり、洟をすすったりなど）も問題とされる。特に衛生さを強調すべき業態では、肩から上に手を上げる仕草をすべきではない（鼻の頭を掻くのや、顔に触れるも良くない）と言われている。

## 接遇教習
接客業務の多い会社では、接遇教育に力を入れている。銀行などの金融機関、百貨店・スーパーマーケットなどの小売業、航空・鉄道・バスなどの公共交通機関、その他で広く行われる。
接遇教育では、社員同士でそれぞれ店員と客に扮して、役割演技をしたり、ビデオに録画した姿を見てお互いに批評しあったりという方法がポピュラーである。業態によっては定期的に研修会・反省会を行うなどして、定期的・集中的に問題点を改善するところも見られる。特に立ち振る舞いは、頭で解っていても行動に示し難い（照れや気恥ずかしさから、動作が抑制されてしまいがちである）ため、企業によっては新人研修などで合宿を行うところも見られる。ただし費用もかかるため、実施されるのは規模の大きい企業が中心である。接遇教育を専門に行う企業に依頼し、講師を招いて行われることもある。これらの専門企業では、様々な業態で培われたマニュアルを調査研究している。